# Філін Тимофій Ігорович
Тимофій Ігорович Філін (народився 18 червня 1984 у м. Мінську, СРСР) — білоруський хокеїст, лівий крайній нападник. 
Вихованець хокейної школи «Юність» (м. Мінськ). Виступав за «Юність» (Мінськ), «Полігон» (Прьєвідза), «Ошава Дженералс», «Юніор» (Мінськ), «Динамо» (Мінськ), ХК «Гомель».
У складі національної збірної Білорусі провів 13 матчів (1 гол, 1 передача). У складі молодіжної збірної Білорусі учасник чемпіонату світу 2004 (дивізіон I). У складі юніорської збірної Білорусі учасник чемпіонату світу 2002. 
Бронзовий призер чемпіонату Білорусі (2010).
Брат: Єгор Філін.